# Medalla d'or Gerhard-Herzberg en Ciències i Enginyeria del Canadà
La medalla d'or Gerhard-Herzberg en ciències i enginyeria del Canadà o medalla Herzberg és atorgat pel Consell de Recerca de Ciències Naturals i Enginyeria (CRSNG) del Canadà amb motiu de les "contribucions a la investigació que es caracteritzen tant per l'excel·lència i per la influència ».
Abans de l'any 2000, el CRSNG va condecorar la medalla d'or en ciències i enginyeria del Canadà, abans de canviar el nom del premi en honor de Gerhard Herzberg (1904-1999), guanyador del Premi Nobel de química de 1971.

## Destinataris
| Any  | Destinatari         | Afiliació                                                         | Domini                    |
| ---- | ------------------- | ----------------------------------------------------------------- | ------------------------- |
| 1991 | Raymond Lemieux     | Universitat d'Alberta                                             | Química                   |
| 1992 | William Fyfe        | Universitat d'Ontario Occidental                                  | Ciències de la Terra      |
| 1993 | Pedra Deslongchamps | Universitat de Sherbrooke                                         | Química                   |
| 1994 | Alan Davenport      | Universitat d'Ontario Occidental                                  | Enginyeria civil          |
| 1995 | Peter Hochachka     | Universitat de la Colúmbia Britànica                              | Zoologia                  |
| 1996 | Stephen Hanessian   | Universitat de Mont-real                                          | Química                   |
| 1997 | Keith Brimacombe    | Universitat de la Colúmbia Britànica                              | Metal·lúrgia              |
| 1998 | Keith Ingold        | Consell nacional d'investigacions del Canadà                      | Química                   |
| 1999 | James Arthur        | Universitat de Toronto                                            | Matemàtiques              |
| 2000 | Howard Alper        | Universitat d'Ottawa                                              | Química                   |
| 2001 | David Schindler     | Universitat d'Alberta                                             | Biologia                  |
| 2002 | Tito Scaiano        | Universitat d'Ottawa                                              | Química                   |
| 2003 | Arthur B. McDonald  | Universitat Queen's                                               | Física                    |
| 2004 | John Smol           | Universitat Queen's                                               | Biologia                  |
| 2005 | David Dolphin       | Universitat de la Colúmbia Britànica                              | Biochimie                 |
| 2006 | Richard Bond        | Universitat de Toronto                                            | Astrophysique             |
| 2007 | John Polanyi        | Universitat de Toronto                                            | Química                   |
| 2008 | Paul Corkum         | Universitat d'Ottawa Consell nacional d'investigacions del Canadà | Física                    |
| 2009 | Gilles Brassard     | Universitat de Mont-real                                          | Informàtica               |
| 2010 | Geoffrey Hinton     | Universitat de Toronto                                            | Intel·ligència artificial |
| 2011 | W. Richard Peltier  | Universitat de Toronto                                            | Ciències de la Terra      |
| 2012 | Stephen Cook        | Universitat de Toronto                                            | Informàtica               |
| 2013 | W. Ford Doolittle   | Dalhousie University                                              | Bioquímica                |
| 2014 | Ningú               |                                                                   |                           |
| 2015 | Axel Becke          | Dalhousie University                                              | Química                   |
| 2016 | Victoria Kaspi      | Universitat McGill                                                | Astrofísica               |